# 4323 Гортулюс
4323 Гортулюс (4323 Hortulus) — астероїд головного поясу, відкритий 27 серпня 1981 року.
Тіссеранів параметр щодо Юпітера — 3,600.